# Arcidiocesi di Mopsuestia
L'arcidiocesi di Mopsuestia (in latino Archidioecesis Mopsuestena) è una sede soppressa del patriarcato di Antiochia e una sede titolare della Chiesa cattolica.

## Storia
Mopsuestia, nei pressi dell'odierno villaggio di Yakapınar in Turchia, è un'antica sede arcivescovile autocefala della provincia romana della Cilicia Seconda nella diocesi civile d'Oriente e nel patriarcato di Antiochia.
Originariamente suffraganea dell'arcidiocesi di Tarso, tra IV e V secolo entrò a far parte della provincia ecclesiastica di Anazarbo, e in seguito fu elevata al rango di sede metropolitana autocefala senza suffraganee, come testimoniato da una Notitia episcopatuum datata alla seconda metà del VI secolo.
Di questa sede si conosce una lunga serie episcopale, grazie alla menzione dei suoi dittici, letti durante il sinodo celebrato a Mopsuestia nel 550. La figura di maggior spicco fu il vescovo e teologo Teodoro II, le cui opere furono condannate durante il concilio di Costantinopoli del 553.
In epoca crociata la città, denominata Mamistra, ebbe una serie di arcivescovi, di cui si conoscono alcuni nomi. Tra questi Radulfo, che verrà nominato patriarca latino di Antiochia. Nel XIV secolo gli arcivescovi non sempre poterono risiedere in città, nonostante la presenza di una colonia genovese. Il titolo Mamistrensis scompare nella seconda metà del secolo.
Dal XIX secolo Mopsuestia è annoverata tra le sedi titolari della Chiesa cattolica; fino al 1951 la sede era vescovile, poi fu promossa ad arcivescovile. La sede è vacante dal 3 agosto 1963.

## Cronotassi

### Vescovi e arcivescovi greci
- Teodoro I † (menzionato nel 269)
- Macedonio † (prima del 325 - dopo il 344)
- Sant'Aussenzio I † (prima del 359 - dopo il 360)
- Protogene †
- Zosimo I †
- Olimpio † (menzionato nel 381)
- Cirillo †
- Teodoro II † (prima del 391 - 428 deceduto)
- Melezio † (prima del 431 - dopo il 434 esiliato)
- Tommaso † (prima del 445 - dopo il 448)
- Bassiano † (menzionato nel 451)
- Giovanni †
- Aussenzio II †
- Palatino †
- Giuliano † (? - circa 490 deposto)
- Giacomo †
- Zosimo II †
  - Giovanni † (? - 518 deposto) (vescovo monofisita)
- Teodoro III †
- Simeone †
- Cosma † (menzionato nel 550)

### Arcivescovi latini di Mamistra
- Bartolomeo † (dopo il 1100 - ?)
- Rodolfo di Domfront † (? - 1135 nominato patriarca di Antiochia)
- Gaudin † (menzionato nel 1140)
- Anonimo † (? nominato arcivescovo di Tarso)
- Giovanni † (1215 - ?)
- Anonimo † (menzionato nel 1224)
- Anonimo † (menzionato nel 1238)
- Guglielmo † (menzionato nel 1246)
- Costantino † (menzionato nel 1306)
- Giacomo, O.P. †
- Pietro di Adria, O.P. †
- Tommaso, O.P. † (2 luglio 1320 - ?)
- Stefano † (menzionato nel 1332)
- Volcardo, O.E.S.A. † (7 agosto 1345 - ?)

### Vescovi e arcivescovi titolari
- Manoel da Silva Gomes † (11 aprile 1911 - 16 settembre 1912 nominato vescovo di Ceará)
- Santiago Richardo Vilanova y Meléndez † (1º agosto 1913 - 15 gennaio 1915 nominato vescovo di Santa Ana)
- Gustave Mutel, M.E.P. † (31 gennaio 1923 - 11 gennaio 1926 nominato arcivescovo titolare di Raziaria)
- Joseph Gotthardt, O.M.I. † (18 maggio 1926 - 3 agosto 1963 deceduto)